# Last Blast of the Century
Last Blast of the Century je koncertní album nizozemské hardrockové skupiny Golden Earring, vydané v dubnu 2001. Nahráno bylo od listopadu do prosince 1999 v Beverwijku, Wateringenu, Tilburgu, Volendamu a Leidenu. Spolu se skupinou jej produkoval John Sonneveld. V nizozemské hitparádě se umístilo na čtvrté příčce.

## Seznam skladeb
Všechny skladby napsali Barry Hay a George Kooymans, pokud není uvedeno jinak.
| Pořadí         | Název                       | Autor                                            | Délka  |
| -------------- | --------------------------- | ------------------------------------------------ | ------ |
| 1.             | Just Like Vince Taylor      |                                                  | 4:01   |
| 2.             | Heartbeat                   | Rinus Gerritsen, Hay, Kooymans, Cesar Zuiderwijk | 3:34   |
| 3.             | Another 45 Miles            | Kooymans                                         | 3:29   |
| 4.             | Long Blond Animal           |                                                  | 4:56   |
| 5.             | Liquid Soul                 |                                                  | 5:11   |
| 6.             | The Fighter                 |                                                  | 7:41   |
| 7.             | Hold Me Now                 |                                                  | 3:57   |
| 8.             | Gambler's Blues             | Hay, Kooymans, E. H. Roelfzema                   | 4:31   |
| 9.             | Twilight Zone               | Kooymans                                         | 12:37  |
| 10.            | Evil Love Chain             | Kooymans                                         | 5:01   |
| 11.            | Take My Hand, Close My Eyes |                                                  | 5:46   |
| 12.            | One Night Without You       |                                                  | 4:19   |
| 13.            | Paradise in Distress        |                                                  | 5:43   |
| 14.            | In a Bad Mood               |                                                  | 6:00   |
| 15.            | Making Love to Yourself     | Hay, Kooymans, Zuiderwijk                        | 5:07   |
| 16.            | Whisper in a Crowd          |                                                  | 4:01   |
| 17.            | Going to the Run            |                                                  | 4:06   |
| 18.            | Distant Love                | Gerritsen                                        | 6:18   |
| 19.            | She Flies on Strange Wings  | Kooymans                                         | 7:16   |
| 20.            | Burning Stuntman            |                                                  | 6:16   |
| 21.            | The Devil Made Me Do It     |                                                  | 5:28   |
| 22.            | Johnny Make Believe         |                                                  | 4:51   |
| 23.            | When the Lady Smiles        |                                                  | 7:26   |
| 24.            | Legalize Telepathy          | Hay, Kooymans, Roelfzema                         | 4:20   |
| 25.            | Radar Love                  |                                                  | 9:51   |
| 26.            | I Can't Sleep Without You   |                                                  | 6:45   |
| Celková délka: | Celková délka:              | Celková délka:                                   | 148:31 |

## Sestava

### Golden Earring
- Rinus Gerritsen
- Barry Hay
- George Kooymans
- Cesar Zuiderwijk

### Hosté
- Hans Hollestelle – aranžmá
- Berget Lewis – doprovodné vokály
- Marjorie Pelgrim – doprovodné vokály
- Patricia Balrak – doprovodné vokály
- Secret Weapons – doprovodné vokály
- Tarif Heljanan – doprovodné vokály
- Bert Pfeiffer – horn
- Jan Oosting – horn
- Jelle Schouten – horn
- Marcel Rijs – horn
- Peter Broekhuize – horn
- Philip Kolb – horn
- Ruud Breuls – horn
- Wim Both – horn
- Bertus Borgers – host
- Robert Jan Stips – host